# Gocciolatoio

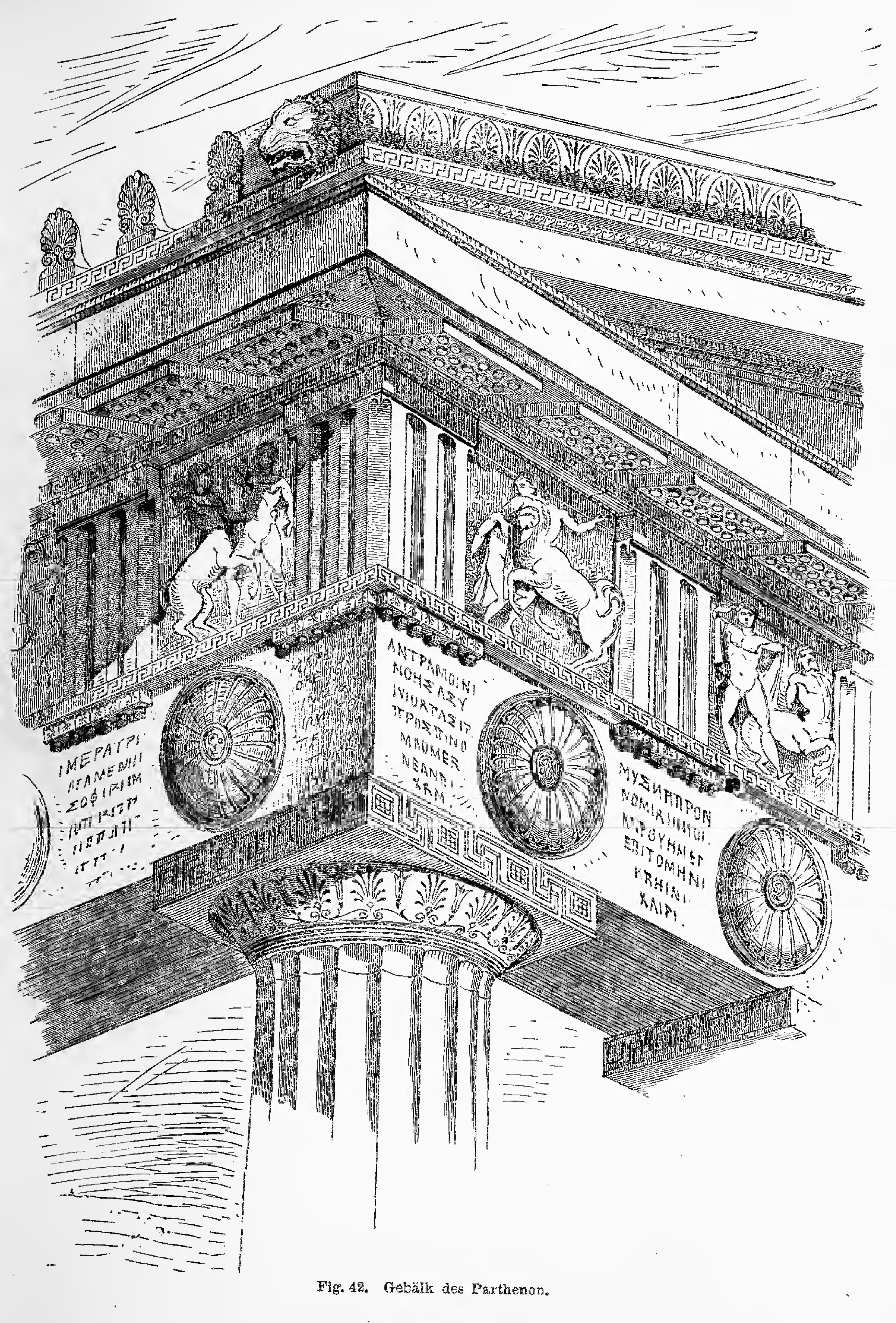
Goccilatoio del Partenone

Il gocciolatoio è un elemento architettonico che può riferirsi a:
- nei templi dell'antichità, a un listello verticale in aggetto, posto sopra i mutuli, i dentelli o i medaglioni del geison, utilizzato per la raccolta dell'acqua piovana che defluiva dai doccioni;
- un listello o altra cornice modanata posta sopra un'apertura, o una risega realizzata nella parte inferiore di una superficie, per assolvere la medesima funzione;
- talvolta è utilizzato come sinonimo di grondaia o del doccione stesso.